# Regierungsbezirk Stuttgart
Der Regierungsbezirk Stuttgart ist eine von vier Verwaltungsregionen im Land Baden-Württemberg (Deutschland). Er steht in der Hierarchie zwischen den Land- und Stadtkreisen einerseits und der Landesregierung andererseits. Verwaltungsbehörde des Regierungsbezirks ist das Regierungspräsidium Stuttgart.

## Geographie
Der Regierungsbezirk Stuttgart liegt im Nordosten Baden-Württembergs. Er erstreckt sich von Geislingen an der Steige bis Wertheim, von Crailsheim bis Herrenberg. Hier finden sich neben dem Mittleren Neckarraum, einem Wirtschaftsstandort von europäischem Rang, gleichermaßen berühmte Landschaften wie das „Liebliche Taubertal“, die Hohenloher Ebene, die Schwäbisch-Fränkischen Waldberge und die Ostalb. Der Regierungsbezirk ist Rechtsnachfolger des am 31. Dezember 1972 aufgelösten Regierungsbezirks Nordwürttemberg. Dieser hatte einen abweichenden Zuschnitt.
Im Süden grenzt er an den Regierungsbezirk Tübingen, im Westen an den Regierungsbezirk Karlsruhe, im Norden und Osten an die in Bayern liegenden Regierungsbezirke Unterfranken, Mittelfranken und Schwaben. Seine heutige Ausdehnung geht auf die Verwaltungs- und Gebietsreform zum 1. Januar 1973 zurück.

## Flächenaufteilung
Gemäß den Daten des Statistischen Landesamtes, Stand 2015.

## Geschichte
Der Regierungsbezirk Stuttgart besteht in seinen heutigen Grenzen seit 1973, der ehemalige Regierungsbezirk Nordwürttemberg wurde bei der Bildung des Südweststaates Baden-Württemberg im Jahr 1952 eingerichtet. Seine Behörde, das Regierungspräsidium, ist seit diesem Zeitpunkt im Wesentlichen für den nördlichen Teil des ehemaligen Landes Württemberg bzw. den württembergischen Teil des Bundeslandes Württemberg-Baden (Hauptstadt Stuttgart) zuständig, das nach dem Zweiten Weltkrieg aus der amerikanischen Besatzungszone hervorgegangen war. Der Verwaltungsbezirk hieß daher zunächst Regierungsbezirk Nordwürttemberg. Bei der Gebietsreform, die zum 1. Januar 1973 in Kraft trat, wurde der Zuständigkeitsbereich des Regierungspräsidiums Stuttgart im Norden um ehemals badische Gebiete erweitert. Im Gegenzug wurden Gebiete in die Zuständigkeit der Regierungspräsidien Karlsruhe und Tübingen abgegeben. Daher wurde der Regierungsbezirk Nordwürttemberg seinerzeit in Regierungsbezirk Stuttgart umbenannt.

## Bevölkerungsentwicklung
Die Einwohnerzahlen sind Volkszählungsergebnisse (¹) oder amtliche Fortschreibungen des Statistischen Landesamts Baden-Württemberg (nur Hauptwohnsitze).
| Jahr              | Einwohnerzahlen |
| ----------------- | --------------- |
| 31. Dezember 1973 | 3.493.040       |
| 31. Dezember 1975 | 3.443.890       |
| 31. Dezember 1980 | 3.481.816       |
| 31. Dezember 1985 | 3.467.081       |
| 27. Mai 1987 ¹    | 3.491.787       |
| 31. Dezember 1990 | 3.683.075       |

| Jahr              | Einwohnerzahlen |
| ----------------- | --------------- |
| 31. Dezember 1995 | 3.862.311       |
| 31. Dezember 2000 | 3.935.352       |
| 31. Dezember 2005 | 4.007.373       |
| 31. Dezember 2006 | 4.008.068       |
| 31. Dezember 2010 | 4.002.571       |
| 31. Dezember 2015 | 4.069.533       |
| 31. Dezember 2020 | 4.151.094       |

## Organisation

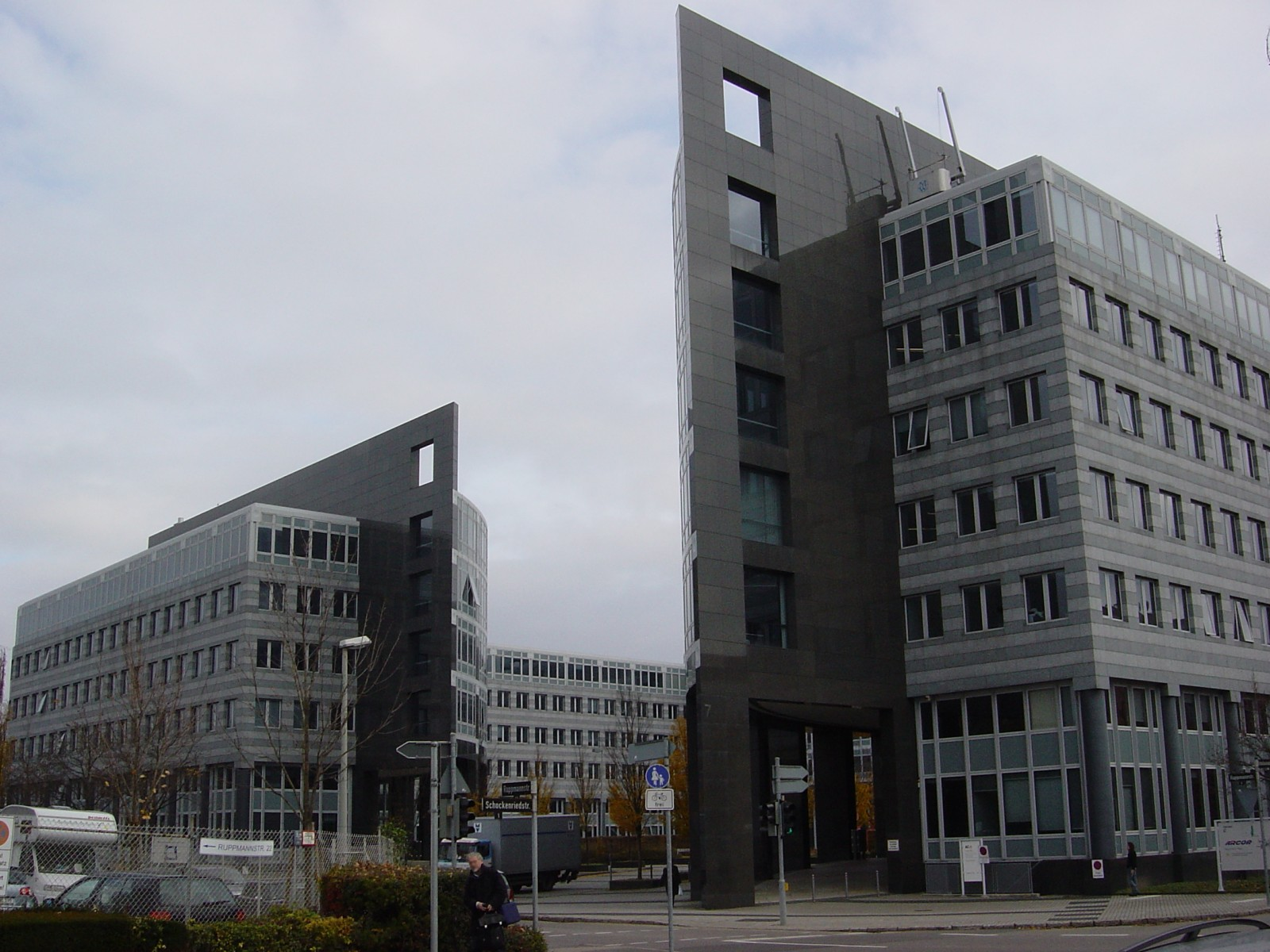
Verwaltungsgebäude des Regierungspräsidiums Stuttgart

Das Regierungspräsidium Stuttgart ist innerhalb der Verwaltungsorganisation des Landes Baden-Württemberg als Mittelbehörde zwischen den zehn Landesministerien und den Landrats- und Bürgermeisterämtern angesiedelt. Der Regierungspräsident vertritt als politischer Beamter die Landesregierung im Regierungsbezirk Stuttgart und sorgt für die Umsetzung der gesetzlichen Aufgaben und landespolitischen Ziele. Vertreten wird er durch Regierungsvizepräsidenten. Das Regierungspräsidium hat seinen Sitz im Stuttgarter Stadtbezirk Vaihingen.
Die Zuständigkeit der Behörde umfasst die Landkreise Böblingen, Esslingen, Göppingen, Heidenheim, Heilbronn, den Hohenlohekreis, Landkreis Ludwigsburg, Main-Tauber-Kreis, Ostalbkreis, Rems-Murr-Kreis, den Landkreis Schwäbisch Hall sowie die Stadtkreise Heilbronn und Stuttgart. Somit ist das Regierungspräsidium für rund 4,2 Millionen Einwohner (31. Dezember 2024) tätig.
Im Regierungspräsidium sind rund 2300 Mitarbeiter in 8 Fachabteilungen mit 61 Referaten und weiteren Stabsstellen beschäftigt, unter anderem Juristen, Verwaltungsleute, Lehrer, Techniker, Straßenbauingenieure, Ärzte, Pharmazeuten, Biologen, Fischereiexperten und Wirtschaftswissenschaftler.
Die Regierungspräsidenten (seit 1952):
- 1952–1967: Wilhelm Schöneck (SPD)
- 1967–1977: Friedrich Roemer (parteilos)
- 1977–1989: Manfred Bulling (parteilos)
- 1989–2007: Udo Andriof (CDU)
- 2008–2016: Johannes Schmalzl (FDP)
- 2016–2021: Wolfgang Reimer (Grüne)
- seit 2022 Susanne Bay (Grüne)

## Verwaltungsgliederung
- 3 Regionalverbände in Baden-Württemberg
- 11 Landkreise und 2 Stadtkreise
- 343 Städte und Gemeinden, darunter 2 Stadtkreise und 38 Große Kreisstädte

Die baden-württembergischen Regierungspräsidien stehen in der Verwaltungshierarchie zwischen den Ministerien und den unteren Verwaltungsbehörden (Landratsämter, Bürgermeisterämter der Stadtkreise und Große Kreisstädte, Verwaltungsgemeinschaften) vor Ort.
Die Stellung des Regierungspräsidiums Stuttgart in der Landesverwaltung:
Die Regionalverbände mit ihren Stadt- und Landkreisen:
Verband Region Stuttgart
Stadtkreis Stuttgart (S)
Landkreis Böblingen (BB, LEO)
Landkreis Esslingen (ES, NT)
Landkreis Göppingen (GP)
Landkreis Ludwigsburg (LB, VAI)
Rems-Murr-Kreis (WN, BK)
Regionalverband Heilbronn-Franken
Stadtkreis Heilbronn (HN)
Landkreis Heilbronn (HN)
Hohenlohekreis (KÜN, ÖHR)
Main-Tauber-Kreis (TBB, MGH)
Landkreis Schwäbisch Hall (SHA, BK, CR)
Regionalverband Ostwürttemberg
Landkreis Heidenheim (HDH)
Ostalbkreis (AA, GD)
Die 38 Großen Kreisstädte (unterstehen der Fachaufsicht des Regierungspräsidiums):
1. Aalen
2. Backnang
3. Bad Mergentheim
4. Bad Rappenau
5. Bietigheim-Bissingen
6. Böblingen
7. Crailsheim
8. Ditzingen
9. Eislingen/Fils
10. Ellwangen (Jagst)
11. Eppingen
12. Esslingen am Neckar
13. Fellbach
14. Filderstadt
15. Geislingen an der Steige
16. Giengen an der Brenz
17. Göppingen
18. Heidenheim an der Brenz
19. Herrenberg
20. Kirchheim unter Teck
21. Kornwestheim
22. Leinfelden-Echterdingen
23. Leonberg
24. Ludwigsburg
25. Neckarsulm
26. Nürtingen
27. Öhringen
28. Ostfildern
29. Remseck am Neckar
30. Schorndorf
31. Schwäbisch Gmünd
32. Schwäbisch Hall
33. Sindelfingen
34. Vaihingen an der Enz
35. Waiblingen
36. Weinstadt
37. Wertheim
38. Winnenden

## Wirtschaft
Im Vergleich mit dem Bruttoinlandsprodukt pro Kopf der Europäischen Union, ausgedrückt in Kaufkraftparität, erreichte der Regierungsbezirk Stuttgart im Jahr 2015 einen Index von 162 (EU-28 = 100) und zählt damit zu den wohlhabendsten Gebieten in Deutschland und Europa.